# Mes meilleurs copains (bande dessinée)
Pour l’article homonyme, voir Mes meilleurs copains.
Mes meilleurs copains est le onzième tome de la série de bande dessinée Titeuf écrite et dessinée par Zep. Il est sorti le 12 octobre 2006.

## Synopsis
Ça y est Titeuf déménage. Il va tout faire pour que ce départ reste dans les mémoires.

## Liste des histoires
1. Beauté : Titeuf veut avoir une peau plus douce que Kevin Lover...
2. Le Cours d'anglais : Titeuf profite du cours d'anglais pour adresser des messages subliminaux à Nadia...
3. Le Malaise des jeunes : Une voiture incendiée fait croire à Titeuf et Manu que tout ce qui crame est dû à un geste de révolte...
4. La Technique 007 : Titeuf essaie des techniques de drague qu'il a vu dans un film de James Bond.
5. Le Travail : Le père de Titeuf a trouvé un nouveau boulot américain. La famille va de ce fait déménager.
6. Adieu les filles : Titeuf et ses potes se font des idées sur ce que pourrait être Nadia dans dix ans...
7. The boulot of mon papa :
8. Faut pô pousser :
9. Mes inoubliables copains : Titeuf se voit offrir un cadeau d'adieu de ces amis. Ce qu'il n'apprécie pas du tout...
10. Carton jaune :
11. Le Grand Départ : Titeuf veut marquer son départ du quartier...
12. La Prise de conscience : Manu s'inquiète de la pollution automobile. Titeuf ne partage pas cette crainte...
13. Hyper rigolo : Comme souvent Titeuf emprunte à Hugo une technique d'humour qui va mal tourner...
14. L’Invité de derrière moi :
15. Kiki le T-Rex : Titeuf est jaloux de la gerbille d'Australie qu'a eu Jean-Claude. Il se vante alors d'avoir un bébé T-Rex.
16. L’Appel de la nuit : Titeuf n'arrive pas à dormir, sa grand-mère lui conseille de parler à Dieu.
17. Le Monsieur avec des roues
18. Maîtresse aid
19. La Rue de la fortune
20. Frères de slip : Titeuf et Hugo s'amusent à faire remonter le slip des autres.
21. Je suis maudit
22. La Place du mort : Le père d'un élève nommé Étienne est mort dans un accident de moto.
23. L’Homéo-engueulade
24. Le Jus de pied : À la piscine, Manu et Titeuf se mettent du parfum sur les pieds. Hugo leur explique qu'il s'agissait en fait de désinfectant contre les mycoses.
25. Le Marché du poil : Contre 2 barres chocolatées, Hugo montre à Titeuf une Barbie toute nue
26. La Torture du dimanche matin
27. La Maîtresse redouble
28. Les Faussaires
29. Motocritique
30. Zizi-contest
31. L’Anniversaire de Nathalie : Titeuf et Manu se rendent à une fête costumée, ils croisent Ramon, déguisé en fée.
32. World-cantine : Titeuf est jaloux car Maxime, un garçon musulman, n'a pas de soupe d'épinard aux lardons à la cantine.
33. Le Couloir de la mort : Titeuf raconte le cauchemar qu'il fait quand il va aux toilettes le soir. Il trébuche sur les affaires de Zizie.
34. Nouvelle Pédagogie :
35. Les Dangers de la route : En voiture, Titeuf laisse échapper de la fenêtre une substance de très mauvais goût...
36. Le Prisonnier : Titeuf se demande comment un gorille a pu faire pour se retrouver en cage.
37. Monsieur Q. : Chaque matin, la figure du prof qui se reflète sur la fenêtre, laisse apparaitre une image
38. Le Gène du racisme : Titeuf questionne Maxime sur la couleur noir du second...
39. Tata bond :
40. Papa mue du poil
41. Le Mutant : Un nouvel élève appelé Romuald rejoint la classe de Titeuf...
42. Romuald : Énervé de la supériorité de Romuald, Titeuf le met au défi dans un domaine à priori infaillible...
43. Le Photomaton de l’épouvante : Titeuf photographie ses fesses dans un photomaton afin de faire une blague à Dumbo.
44. La Visite à mémé : Titeuf et sa mère rendent visite à la grand-mère de ce premier.
45. La Faute de goût
46. En cas de coup dur… :

## Nouveau personnages
- Romuald : (voir ci-dessus : Le mutant) c'est un élève surdoué qui a trois ans de moins que Titeuf. Titeuf le méprise au début avant d'en devenir jaloux. Il est étonnant de voir que toute la classe le découvre dans la planche Le Mutant en page 43, alors que dans la page 39 Monsieur Q, on l'aperçoit entrer dans la classe de Titeuf.
- Maxime : il apparaît dans la planche World-cantine où il mange un « Menu hallal ». À côté de lui et Titeuf, on aperçoit un enfant qui mange « kascher ».